# نو² آتش‌دان
نو² آتش‌دان یک ستاره است که در صورت فلکی آتشدان قرار دارد. این ستاره حدود ۵۷۰ سال نوری از زمین فاصله دارد و با چشم غیرمسلح قابل مشاهده است.